# 謝師啓
謝師啓（1546年—？），字叔蒙，號衡冲，湖廣武昌府蒲圻縣人，明朝政治人物。

## 生平
嘉靖四十三年（1564年）甲子科湖廣鄉試第十名舉人。隆慶五年（1571年）中式辛未科會試第一百六十五名，三甲第十六名進士。都察院觀政，授東昌府推官，萬曆五年（1577年）擢授陕西道御史，萬曆六年（1578年）巡视漕运，七年五月巡按浙江，八年正月升河南按察司佥事，十年升福建参议，十一年致仕。

## 家族
曾祖謝允勝，封禮部郎中；祖父謝存儒，兵部右侍郎；父謝三訓，監生。母鄭氏。重庆下。弟谢师彦（同科进士）、师严、师勉、师作、师范。
谢师启、谢师彦和谢师成三昆仲中式同科进士。